# Bloomgetal
Het bloomgetal van een gel wordt gedefinieerd als het aantal gram dat nodig is om met een standaard cilindrische monster van ½ inch een gel 4 mm in te drukken zonder dat deze breekt. Het bloomgetal is vernoemd naar de uitvinder van de gelometer, Oscar T. Bloom.
Het bloomgetal speelt een rol bij lijmen op gel-basis zoals beenderlijm.
| gel         | bloomgetal |
| ----------- | ---------- |
| beenderlijm | 170        |
| huidenlijm  | 250        |
| vislijm     | 210        |
| hazenlijm   | 300-400    |